# فرهنگسرای هنگام
فرهنگسرای هنگام یک فرهنگسرا در منطقه ۴ شهر تهران، ایران است.
این فرهنگسرا ۱۵ دی ماه سال ۱۳۸۲ با نام فرهنگسرای سلامت افتتاح شده و در سال ۸۹ به هنگام تغییر نام یافت. این فرهنگسرا دارای سالن اجتماعات، سینما (۱۳۰ نفر) و کتابخانه‌است. 